# LEGABIBO
Lesbianes, Gais i Bisexuals de Botswana (en anglès: Lesbians, Gays & Bisexuals of Botswana), també conegut pel seu acrònim LEGABIBO, és un grup de defensa dels drets humans de Botswana amb l'objectiu principal de buscar drets legals i socials per a la comunitat LGBT a Botswana.
És la primera organització centrada en el col·lectiu LGBT que es registra a Botswana després d'anys d'oposició per part de les autoritats. L'organització pretén reduir la discriminació de les persones LGBT i advocar pel reconeixement de les parelles del mateix sexe a l'efecte d'adopció, accés a prestacions socials i matrimoni entre persones del mateix sexe.

## Història
LEGABIBO es va iniciar el 1998 sota els auspicis de Ditshwanelo, una ONG de drets humans, per a ser un projecte paral·lel que representés a una comunitat informal de lesbianes i gais a Botswana. Aconseguir el reconeixement oficial i la protecció legal de les relacions entre persones del mateix sexe en la conservadora Botswana era un objectiu del grup informal. No obstant això, el registre de l'organització va resultar ser un repte a Botswana perquè els funcionaris del govern consideraven que la pràctica de les relacions entre persones del mateix sexe violava l'article 164 del codi penal i altres pensaven que el registre d'una organització de drets dels homosexuals crearia desordre en la societat.
En les fases inicials de la seva existència, l'organització no va aconseguir atreure suficients recursos per a mantenir les seves activitats fins que BONELA (Xarxa d'Ètica, Dret i VIH de Botswana, en anglès: Botswana Network of Ethics, Law and HIV) va decidir prestar-li cert suport. BONELA va donar a l'organització suport per a les seves lluites legals i espai d'oficina per a coordinar les activitats i organitzar tallers per a debatre qüestions que afecten la comunitat LGBT a Botswana.
En 2005, LEGABIBO va sol·licitar el registre, el seu primer intent de forçar el govern a prendre una decisió sobre la seva posició i interpretació de la llei relativa al registre de les ONG que lluiten pels drets de la comunitat LGBT. Després de dos anys, la sol·licitud va ser rebutjada. En 2012, l'organització en va tornar a sol·licitar davant el Departament de Registre Civil i Nacional de Botswana, però se'n li va tornar a denegar al·legant que la Constitució no reconeix les unions entre persones del mateix sexe i que els objectius del grup contravenen l'article 7(2) de la Llei de Societats (Societies Act). La denegació va ser impugnada per LEGABIBO, representada per l'exjutge del Tribunal Superior Unity Dow, amb el suport de BONELA, el Centre de Litigis d'Àfrica Austral (SALC, Southern Africa Litigation Centre) i la Iniciativa de Societat Oberta d'Àfrica Austral (OSISA, Open Society Initiative for Southern Africa). El grup va aconseguir una sentència favorable en el Tribunal Superior el novembre de 2014 i en el Tribunal d'Apel·lació el març de 2016.